# Layton Greene
Layton Greene (East St. Louis, Illinois; 4 de diciembre de 1998), es una cantautora y compositora estadounidense. Comenzó su carrera subiendo covers de canciones en redes sociales como YouTube y SoundCloud, entre estos covers, sería uno de la canción de Kodak Black «Roll in Peace», con el cual comenzaría a llamar la atención de varios usuarios de la plataforma y recibiría un millón de reproducciones. Greene luego se asociaría con el productor musical "G-Styles on da Track" para volver a regrabar una versión extendida de la canción y luego ser publicado de forma independiente en línea y plataformas musicales en noviembre de 2017. Esta versión regrabada recibió más de 3,5 millones de reproducciones en SoundCloud en su primer mes y luego se volvería viral en la plataforma. La canción también debutaría en las listas de Billboard al puesto número 15 y 12 en las listas de Hot R&B Songs. A finales de 2017, Greene lanzó su segundo tema de estudio, «Fed Up», que también ganaría atención.
En mayo de 2018, Layton Greene estrenó más música en SoundCloud con «Myself» y «Leave Em' Alone», con Lil Baby, City Girls y PnB Rock. Al captar la atención de los principales sellos discográficos de la industria, Greene encontraría un hogar con Quality Control Music en febrero de 2019, donde firmó como la primera artista femenina en solitario del sello. El 29 de mayo de ese mismo año, Greene lanzó oficialmente «Leave Em' Alone» bajo Quality Control Music, marcando este su primer trabajo musical bajo el sello discográfico. La canción se volvió un éxito total debutando en las listas de Billboard y siendo certificado platino por la Recording Industry Association of America (RIAA). El 25 de agosto de 2019, lanzó su primer sencillo en solitario, «I Love You», que rápidamente también ganó popularidad, y un EP debut, «Tell Ya Story», publicado el 9 de septiembre de ese mismo año.

## Primeros años
Layton Greene nació el 4 de diciembre de 1998 en East St. Louis, Illinois. Fue criada por su madre biológica y su padrastro, quienes se terminaron separando cuando ella solo tenía 14 años. Greene comenzó a cantar a los siete años, recitando «Love» de Keyshia Cole a su madre.

## Vida personal
Greene esta en una relación con el productor musical G Styles on da Track, quien trabajó con ella en «Open Wounds» de su EP, Tell Ya Story. Tuvieron su primer hijo juntos el 6 de noviembre de 2021.

## Arte
Greene nombra tanto a Keyshia Cole como a Aaliyah y Chris Brown como sus influencias musicales.

## Discografía

### Álbumes recopilatorios
| Título                        | Detalles | Posiciones en listas | Posiciones en listas | Posiciones en listas | Posiciones en listas |
| Título                        | Detalles | US                   | US R&B/HH            | US Rap               | CAN                  |
| ----------------------------- | --- | -------------------- | -------------------- | -------------------- | -------------------- |
| "Control the Streets, Vol. 2" | - Lanzamiento: 16 de agosto de 2019 - Discográfica: Quality Control, Motown, Capitol - Formato: Descarga digital, streaming | 3                    | 3                    | 2                    | 5                    |

### EPs
| Título          | Detalles |
| --------------- | --- |
| "Tell Ya Story" | - Lanzamiento: 9 de septiembre de 2019 - Discográfica: Quality Control Music - Formato: Descarga digital, streaming |

### Sencillos
| "Roll in Peace Remix" | 2017 | —  | —  | — |                 | Sencillos sin álbum         |
| "Fed Up (Remix)" | 2017 | —  | —  | — |                 | Sencillos sin álbum         |
| "Myself" | 2018 | —  | —  | — |                 | Sencillos sin álbum         |
| "Even If (Remix)"(junto a Trinidad Cardona)                                                                               | 2018 | —  | —  | — |                 | Sencillos sin álbum         |
| "Kool Kid" | 2018 | —  | —  | — |                 | Sencillos sin álbum         |
| "Leave Em Alone" (junto a Quality Control y Lil Baby con City Girls y PnB Rock)                                           | 2019 | 60 | 27 | 5 | * RIAA: Platino | Control the Streets, Vol. 2 |
| "I Love You" | 2019 | —  | —  | — |                 | Tell Ya Story               |
| "Blame on Me" | 2019 | —  | —  | — |                 | Tell Ya Story               |
| "I Lose Me" (junto a Like Mike)                                                                                           | 2020 | —  | —  | — |                 | Sencillos sin álbum         |
| "Chosen One" | 2020 | —  | —  | — |                 | Sencillos sin álbum         |
| "Rain Down" (junto a OG Parker y Chris Brown con PnB Rock y Latto)                                                        | 2021 | —  | —  | — |                 | Sencillos sin álbum         |
| "Lizzo Shemix" (junto a Moone Walker y Cupcakke)                                                                          | 2023 | —  | —  | — |                 | Sencillos sin álbum         |
| "Spin Again" | 2023 | —  | —  | — |                 | TBA                         |
| "Something" | 2023 | —  | —  | — |                 | TBA                         |
| "Cinderella Story" | 2023 | —  | —  | — |                 | TBA                         |
| "—" indica que el sencillo no entró en las listas, no cumplía los requisitos para aparecer en las listas o no se publicó. |      |    |    |   |                 |                             |

### Como artista Invitada
| Título                                                          | Año  | Álbum                   |
| --------------------------------------------------------------- | ---- | ----------------------- |
| "Be Around" (Baby Soulja con Layton Greene)                     | 2018 | Trials and Tribulations |
| "Love Drugs" (Young TL con Layton Greene)                       | 2018 | PercoSex                |
| "My Shorty" (Raylon con Layton Greene)                          | 2019 | Sencillos sin álbum     |
| "Tell Me Why - Extended Version" (Enchanting con Layton Greene) | 2023 | Sencillos sin álbum     |
| "Kama Sutra" (K.Milli da God con Layton Greene)                 | 2024 | Sencillos sin álbum     |
| "Between Bodies" (K.Milli da God con Layton Greene)             | 2024 | Vengeance               |

### Otras canciones como artista invitada
| Título                                                 | Año  | Álbum                              |
| ------------------------------------------------------ | ---- | ---------------------------------- |
| "Ride for Me" (Lil Bug con Layton Greene)              | 2020 | Gangsta Poetry Reloaded            |
| "Both of Us" (YFN Lucci con Layton Greene y Rick Ross) | 2020 | Wish Me Well 3                     |
| "Love Don't Cost a Thing" (NR con Layton Greene)       | 2021 | A Party 2 Remember: the Afterparty |
| "Brand New" (Lakeyah con Layton Greene)                | 2022 | No Pressure (Pt. 1)                |
| "Drunk Text'n" (Tink con Layton Greene)                | 2022 | Pillow Talk                        |
| "On Me" (August Alsina con Layton Greene)              | 2023 | Myself                             |